# Šestkotnik
Šéstkótnik ali šesterokótnik ali s tujko heksagón (iz starogrške besede heksagōnos < heks - šest + gōnos - ki ima kote) je v ravninski geometriji mnogokotnik s šestimi stranicami, šestimi oglišči in šestimi notranjimi koti. 

## Splošne značilnosti
Njegov Schläflijev simbol je {6}. Coxeter-Dinkinova diagrama sta  in .
Notranji koti pravilnega šestkotnika (kjer so vse stranice in vsi koti enaki) so vsi enaki 2π/3 radianov, oziroma 120°. Podobno kot pri kvadratih in pravilnih trikotnikih, je tudi pravilne šestkotnike moč položiti enega ob drugega, da brez rež zapolnijo ravnino (v vsaki točki se srečujejo trije šestkotniki). Čebele zato za gradnjo svojih panjev uporabljajo pravilne šestkotnike, saj jim to omogoča učinkovito rabo prostora in gradbenega materiala.
Izključno iz pravilnih šestkotnikov ni moč narediti platonskega telesa, pač pa jih je moč vključiti kot ploskve v nekatera arhimedska telesa:
- prisekani tetraeder,
- prisekani oktaeder,
- prisekani ikozaeder (bolj znan kot nogometna žoga ali model fulerena),
- prisekani kubooktaeder
- in prisekani ikozidodekaeder.

Polmer očrtane krožnice:
{\displaystyle R={\frac {2r{\sqrt {3}}}{3}}\!\,,}
in polmer včrtane krožnice:
{\displaystyle r={\frac {R{\sqrt {3}}}{2}}\!\,.}
Dolžina stranice {\displaystyle a\,\!}:
{\displaystyle a=R\!\,.}
Razmerje polmerov:
{\displaystyle {\frac {R}{r}}={\frac {2{\sqrt {3}}}{3}}\approx 1,154701\!\,.}

## Obseg
Obseg šestkotnika z dolžino stranice {\displaystyle a\,\!} je:
{\displaystyle o=6a\!\,.}
Največji premer {\displaystyle 2a\,\!} in najmanjši premer {\displaystyle a{\sqrt {3}}\,\!}.

## Ploščina
Ploščina pravilnega šestkotnika z dolžino stranice {\displaystyle a\,\!} je:
{\displaystyle p={\frac {3{\sqrt {3}}}{2}}a^{2}\approx 2,598076a^{2}\!\,,}
oziroma s polmerom včrtane krožnice {\displaystyle r\,\!}:
{\displaystyle p=2r^{2}{\sqrt {3}}\approx 3,464102r^{2}\!\,.}

## Konstrukcija
Pravilni šestkotnik lahko skonstruiramo z ravnilom in šestilom. 

## Zanimivosti
- L'Hexagone je pridevek Francije, zaradi značilne oblike te države. Pravilni šestkotnik je upodobljen tudi na francoskih kovancih za 1 in 2 evra.